# شاهرول سعد
شاهرول سعد (انگلیسی: Shahrul Saad؛ زادهٔ ۸ ژوئیهٔ ۱۹۹۳) بازیکن فوتبال اهل مالزی است.
از باشگاه‌هایی که در آن بازی کرده‌است می‌توان به باشگاه فوتبال پراک اشاره کرد.
وی همچنین در تیم‌های ملی فوتبال زیر ۲۳ سال مالزی و مالزی بازی کرده‌است.